# 基地警備隊

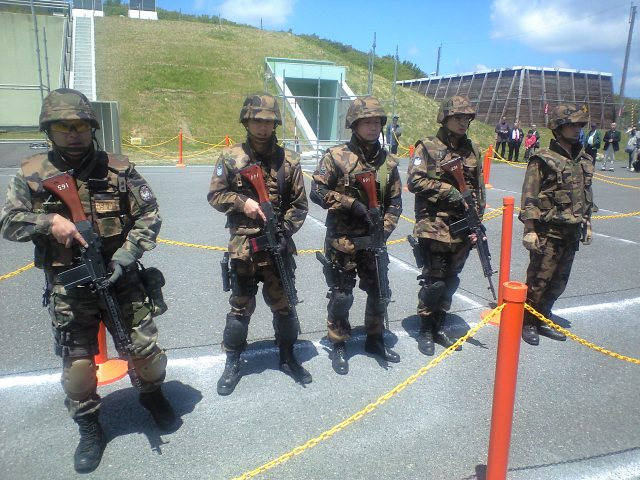
大滝根山分屯基地祭で近接戦闘訓練展示をする基地警備隊

基地警備隊（きちけいびたい）は、航空自衛隊の基地において警備を担当する部隊であり、平素においては航空自衛隊の職種の一つである警備職により編成される。24時間態勢で人や車両の出入りを監視する。規律や風紀に関わる行動も任務に含まれるが、警務隊とは異なり、刑事訴訟法上の司法警察権は有していない。

## 任務
全国の航空自衛隊基地・分屯基地等の施設を警備する。基地機能を守る為、敵ゲリラからの攻撃や侵入を阻止する事を想定している。
運用上広大な敷地を持つ基地の場合、有事の際には警備のために多くの人員が必要となるため、同じ基地内の諸職種から特定の隊員を差し出させ増員する。

## 装備
- 64式小銃
- 9mm拳銃
- 9mm機関けん銃
- 5.56mm機関銃MINIMI
- 戦闘防弾チョッキ
- 耐小銃弾用付加防護衣
- 防弾チョッキ（一体型）
- 88式鉄帽
- 暗視装置

2003年からは軽装甲機動車の配備も行われている。